# Министры внешней торговли СССР
- 1946—1949 гг. — Микоян Анастас Иванович
- 1949—1951 гг. — Меньшиков Михаил Алексеевич
- 1951—1953 гг. — Кумыкин Павел Николаевич
- С 5 марта по 24 августа 1953 года было объединённым с министерством внутренней торговли и носило название Министерство внутренней и внешней торговли.
- 1953—1958 гг. — Кабанов Иван Григорьевич
- 1958—1985 гг. — Патоличев Николай Семёнович
- 1985—1988 гг. — Аристов Борис Иванович

## Первые заместители
- Кумыкин, Павел Николаевич (1949—1951)
- Семичастнов, Иван Фёдорович (1965—1977)
- Брежнев, Юрий Леонидович (1979—1983)
- Комаров, Николай Дмитриевич (1980—1987)
- Журавлёв, Геннадий Кириллович (1980 — 1986)
- Малькевич, Владислав Леонидович (1983—1988)

## Заместители
- Семичастнов, Иван Фёдорович (1943—1949, 1954—1965)
- Меньшиков, Михаил Алексеевич (1946—1949)
- Кумыкин, Павел Николаевич (1948—1949)
- Большаков, Иван Григорьевич (1954—1959)
- Гришин, Иван Тимофеевич (1959—1985)
- Смеляков, Николай Николаевич (1959—1987)
- Зорин, Леонид Иванович (1962—1986)
- Комаров, Николай Дмитриевич (1965—1980)
- Алхимов, Владимир Сергеевич (1967—1976)
- Брежнев, Юрий Леонидович (1976—1979)
- Гордеев, Борис Степанович (1970—1984)
- Манжуло, Алексей Николаевич (1972—1986)
- Журавлёв, Геннадий Кириллович (1975—1980)
- Сушков, Владимир Николаевич — арестован в 1985, провёл 6 лет в заключении, автор книги «Заключённый по кличке „Министр“»